# Kanton Tours-Sud
Kanton Tours-Sud (francouzsky Canton de Tours-Sud) je francouzský kanton v departementu Indre-et-Loire v regionu Centre-Val de Loire. Tvoří ho pouze jižní část města Tours.